# 皮尔沃赛姆
皮尔沃赛姆（法語：Pulversheim，法語發音：[pylvəʁsaim] ⓘ）是法国上莱茵省的一个市镇，属于米卢斯区。

## 地理
皮尔沃赛姆（47°50'13"N, 7°18'20"E）面积8.54 平方千米，位于法国大東部大區上莱茵省，该省份为法国东部内陆省份，是阿尔萨斯的一部分，今与下莱茵省组成了阿尔萨斯欧洲集体，其北临下莱茵省，西接孚日省，西南接贝尔福地区省，东侧沿莱茵河与德国相望，南与瑞士接壤。
与皮尔沃赛姆接壤的市镇（或旧市镇、城区）包括：温格赛姆、恩西赛姆、吕利赛姆、维特奈姆、维特尔赛姆、斯塔弗尔费尔登、费尔德基什。
皮尔沃赛姆的时区为UTC+01:00、UTC+02:00（夏令时）。

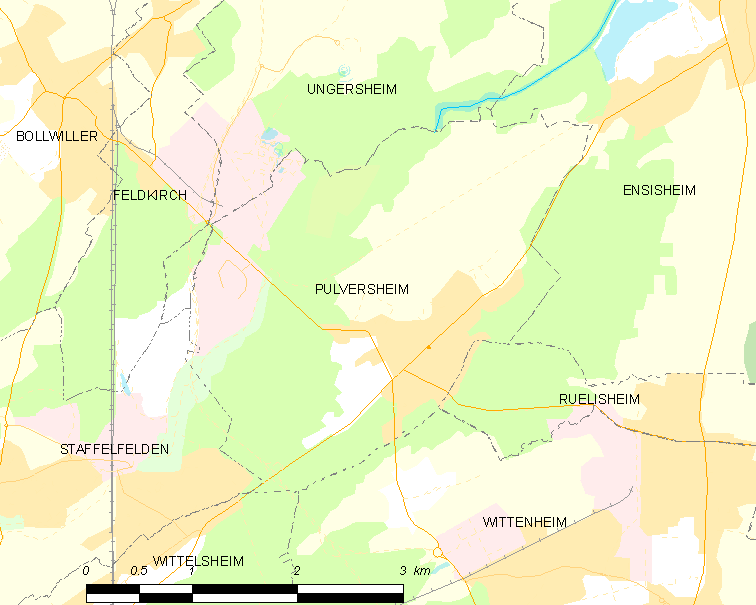
皮尔沃赛姆的OSM定位图

## 行政
皮尔沃赛姆的邮政编码为68840，INSEE市镇编码为68258。

## 政治
皮尔沃赛姆所属的省级选区为维特奈姆县。

## 人口

1962-2008年间皮尔沃赛姆人口变化图示

皮尔沃赛姆于2022年1月1日时的人口数量为3075人。